# Pittiplatsch und Schnatterinchen

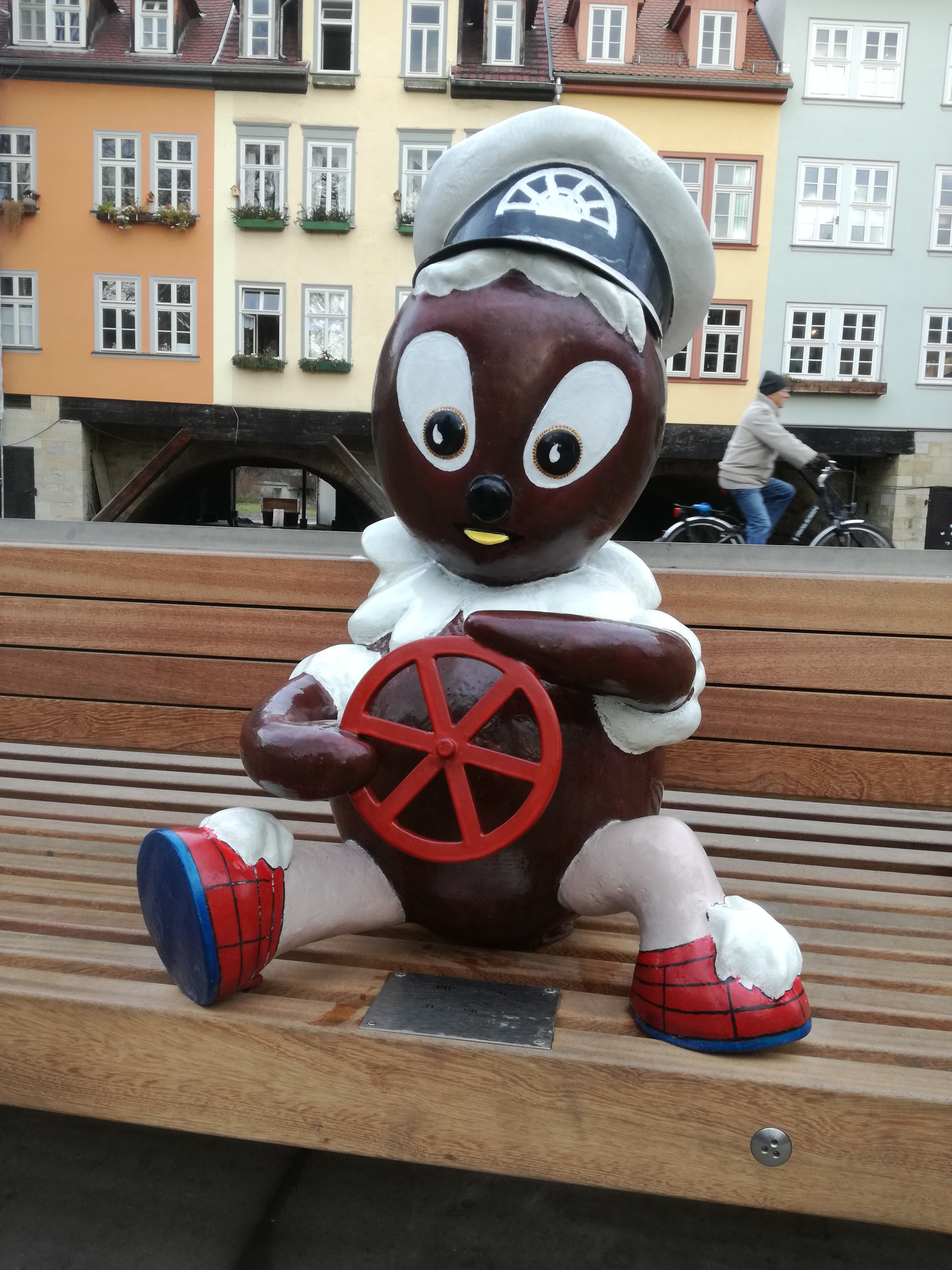
Pittiplatsch-Figur auf einer Bank an der Erfurter Rathausbrücke

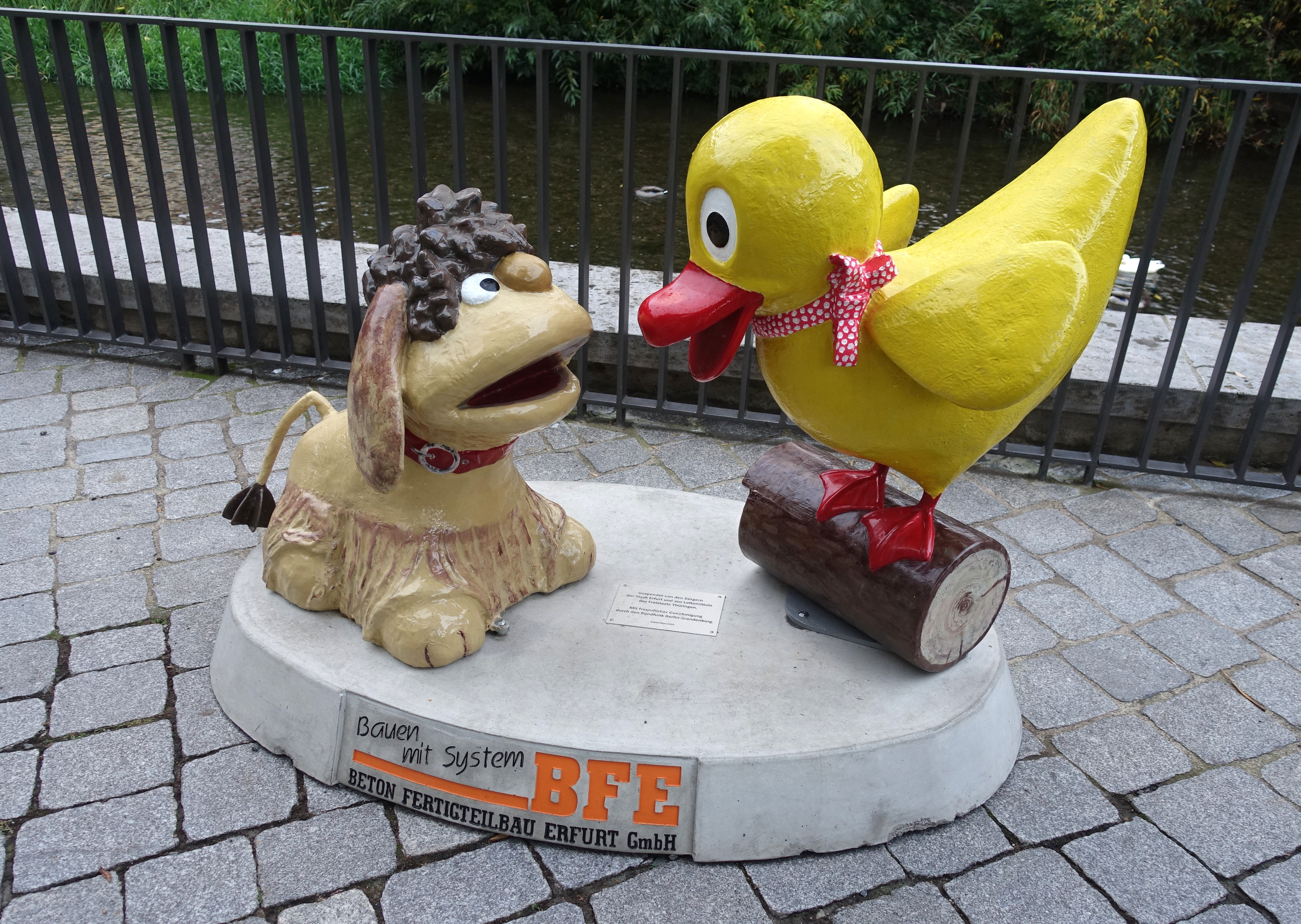
Moppi und Schnatterinchen hinter der Krämerbrücke in Erfurt

Pittiplatsch (Koseform Pitti) und Schnatterinchen (Koseform Schnattchen oder Schnatterente) waren Puppenfiguren des Deutschen Fernsehfunks in der DDR. Schnatterinchen wurde von Heinz Schröder und Friedgard Kurze geschaffen und trat erstmals 1959 in der wöchentlichen Sendereihe „Meister Nadelöhr erzählt“, später „Zu Besuch im Märchenland“, auf. Pittiplatsch hatte seinen ersten Auftritt am 17. Juni 1962. Die Figur wurde von Inge Trisch erdacht. In den 1970er Jahren trat dazu noch Moppi, der Hund, auf, der von Ingeborg und Günther Feustel erdacht wurde. Diese schrieben auch den Großteil der Geschichten. Die Gestaltung der Puppen übernahm Emma-Maria Lange.

## Geschichte

### DDR-Fernsehen
Am 23. November 1956 wurde die erste Folge dieser Sendung mit Eckart Friedrichson als Schneidermeister Nadelöhr ausgestrahlt. Anfangs mit den Kanarienvögeln Zwirnchen und Röllchen, gehörten dann ab 1959 die Ente Schnatterinchen und der Bär Bummi zur Sendung. Im Dezember 1961 erschien der Kobold Pittiplatsch, geführt und gesprochen von Heinz Schröder. Einige Pädagogen befürchteten allerdings, dass die Kinder von der Figur Pittiplatsch nur Dummheiten lernen könnten. Darum wurde die Figur nach nur zwei Folgen wieder aus der Sendung genommen. Nach zahlreichen Protesten erschien Pittiplatsch, optisch leicht verändert und verbal etwas angepasster, am 17. Juni 1962 im Abendgruß des Sandmännchens wieder. Bummi wurde 1975 durch den Teddy Mischka bzw. Mischka-Bär ersetzt, der als braver, fleißiger Schüler die gleichen Wesenszüge wie jener hatte.
Die Geschichten mit Pittiplatsch wurden auch sonnabends im Abendgruß der DDR-Kindersendung Unser Sandmännchen ausgestrahlt. Die Szenerie war hier stets der Garten. Die nur wenige Minuten langen Geschichten im Rahmen der Abendgruß-Sendungen zeigen Pittiplatsch meist im Dialog mit Schnatterinchen und dem Hund Moppi. Moppi war ein dicker und ungezogener Hund mit faltigem Gesicht, ähnlich einem Mops, der Pitti meist zu üblen Streichen überredete. Am Schluss des Abendgrußes bekehrte zumeist Schnatterinchen die beiden anderen, die dann ihre Untaten bereuten und Besserung schworen. In jedem Fall traf das für Pitti zu, Moppi blieb auch ab und zu stur.
Elf Fernsehproduktionen unter dem Titel Pitti reist ins Koboldland, zwischen 1972 und 1983 produziert, erzählen von Reisen Pittiplatschs zu seiner Kobold-Großmutter ins Koboldland. Weitere Figuren dieser Puppenfilme sind die Kobolde Nickeneck, Drehrumbum der Runde und Wuschel. Die Episoden sind:
- Pittiplatsch reist ins Koboldland (1972)
- Abenteuer auf der Insel der Dickbäuche (1974)
- Das Krachkonzert (1975)
- Der verdrehte Geburtstag (1977)
- Abenteuer im Uhrenwald (1977)
- Stuffel aus dem Riesenland (1978)
- Die Wunschkugel (1979)
- Das verrückte Waschfass (1980)
- Die Glasflöte (1981)
- Der Lügendrache (1982)
- Die drei Nixen (1983)

1964 erschien in der DDR eine Briefmarkenserie (entworfen von Werner Klemke) zum Tag des Kindes, die auf dem Wert zu 15 Pfennig Pittiplatsch und auf dem zu 40 Pfennig Schnatterinchen und Bummi, jeweils an einer Fernsehantenne, zeigt.
Das gleiche Puppenspieler-Ensemble spielte für das DDR-Fernsehen weitere Märchenland-Figuren im Abendgruß und anderen Kindersendungen. Dazu gehören Herr Fuchs und Frau Elster, Frau Igel und Borstel, Onkel Uhu, Buddelflink, Mauz und Hoppel, Meister Schwarzrock und andere.
Bis zur Einstellung des Sendebetriebs des DFF 1991 wurden rund 2000 Abendgruß-Sendungen und etwa 1000 Nachmittagssendungen produziert. Seit 1993 tritt das Puppenspiel-Ensemble auch live auf, jedoch fast ausschließlich im ehemaligen Sendegebiet des DDR-Fernsehens. 2017 trat das Puppenspieler-Ensemble in der Castingshow Die Puppenstars auf.

### Bundesdeutsches Fernsehen
Ab 26. November 2019 wurden anlässlich des 60-jährigen Bestehens von Unser Sandmännchen erstmals seit 1991 neue Folgen ausgestrahlt. Für die im Auftrag des rbb Fernsehens im Studio Hamburg produzierten 13 Folgen wurden neue Handpuppen gebaut, die den originalen Figuren möglichst ähnlich sehen sollen. Allerdings wurden sie technisch modernisiert, so ist nun zum Beispiel der Mund von Pittiplatsch im Gegensatz zu früher beweglich gestaltet.
2021/22 folgten, ebenfalls im Auftrag des rbb produziert, weitere 13 Episoden mit den modernisierten Figuren.

## Charakter der Figuren
Für die Kinder wurde Pittiplatsch zu einer der zentralen Puppenfiguren. Er spricht von sich oft in der dritten Person. Er zeichnet sich durch eine kindlich-liebenswerte, neugierige und verschmitzte Wesensart aus. Oftmals misslingen ihm seine gut gemeinten, jedoch nie ganz uneigennützigen Aktionen und enden mit dem Versprechen, zukünftig „ganz lieb“ zu sein. Kinder erkennen in der Figur leicht eigene Schwächen, Fehlverhalten und Ängste wieder. Zu seinem wesentlichsten Dialogpartner entwickelte sich die Entenfigur Schnatterinchen, die fast ausschließlich gute Eigenschaften verkörpert. Schnatterinchen (geführt und gesprochen von Friedgard Kurze) ist stets freundlich, höflich und hilfsbereit, manchmal aber auch etwas besserwisserisch. Moppi ist für gewöhnlich sehr einfallsreich und achtsam, manchmal auch ruppiger, aber sehr loyal zu seinen Freunden.

## Wirkung auf Sprachgebrauch und (Pop-)Kultur
Schnatterinchens charakteristische Interjektion „nak-nak“ gilt als Grund dafür, dass in der DDR Aufgewachsene häufig als onomatopoetische Nachahmung einer Ente „nak-nak“ sagen (statt des in Westdeutschland üblichen „gak-gak“ oder „quak-quak“). Auch Pittiplatschs typische Phrasen „Kannste glauben!“ und „Ach du meine Nase!“ gingen in den allgemeinen Sprachgebrauch von in der DDR Aufgewachsenen ein. Die Selbstbezeichnung der Koboldfigur als „Pittiplatsch, der Liebe“ wurde von Manfred Krug in seiner Rolle als Brigadier Balla im Film Spur der Steine (1966) aufgegriffen. Pittiplatschs Ausspruch „Ach du meine Nase!“ ist zudem Bestandteil der Torhymne des Eishockey-Clubs Eisbären Berlin.

## Sprecher und Führer der Figuren
- Heinz Schröder führte und sprach bis zur Abwicklung des DFF 1991 die Puppen Pittiplatsch, Frau Igel, Bummi, Onkel Uhu, Buddelflink und Herrn Fuchs.
- Friedgard Kurze führte und sprach die Puppen Schnatterinchen und Borstel.
- Günter Puppe und Günther Schiffel sprachen Moppi.
- Eckart Friedrichson war Geschichtenerzähler und Moderator der Sendung „Meister Nadelöhr erzählt“.
- Bärbel Möllendorf, genannt Bärbel vom Kinderfernsehen, moderiert die Live-Tournee und ist dort die Sprecherin von Schnatterinchen.
- Helga Hahnemann sprach in einigen Abenteuern „Pittiplatsch im Koboldland“ den Kobold Nickeneck
- Christian Sengewald ist der Puppenspieler und Sprecher von Pittiplatsch in der Neuauflage des RBB.
- Martin Paas führt und spricht in der Neuauflage des RBB den Hund Moppi.
- Susi Claus ist seit 2019 die Puppenspielerin von Schnatterinchen.

## Tonträger
Es waren und sind verschiedene Tonträger erhältlich. Neben Musikalben sind in den 1980er Jahren vor allem Hörspielfolgen erschienen. Die Longplayer enthalten dabei mehrere Geschichten, die seinerzeit auch einzeln als Single veröffentlicht wurden.
- Das Märchen vom springenden singenden Brunnen, Single, LITERA
- Kommt und singt mit Pittiplatsch, LP und CD, Eterna und Buschfunk
- Geburtstagsfest im Schneidergarten, Schallfolie als Beilage zum gleichnamigen Buch

Hörspiel-Sammlungen:
- Als Pitti schneller wachsen wollte und andere Geschichten mit Pittiplatsch, Schnatterinchen und Moppi, sechs Hörspiele, LP, MC und CD, LITERA und LITERA junior
- Der Koboldsturm und andere Geschichten mit Pittiplatsch, Schnatterinchen und Moppi, vier Hörspiele, LP, MC und CD, LITERA und LITERA junior
- Das Flattergespenst in der Gartenlaube und andere Geschichten mit Pittiplatsch, Schnatterinchen und Moppi, vier Hörspiele, LP und CD, LITERA und LITERA junior

Unter dem Titel Ach Du meine Nase sind die drei Hörspiel-Longplayer bei cbj und LITERA junior auch als Set erhältlich.

## Sprachgenerator
Ein in den 1960er-Jahren in der DDR entwickelter Sprachgenerator erhielt den Decknamen „Schnatterinchen“, siehe auch: Schnatterinchen (Gerät).